# Probouleuma
Een probouleuma (Oudgrieks: προβούλευμα) was een "voorbesluit" van de boulè van een polis, in het bijzonder, van de boulè of Raad van de 500 in het Oude Athene.
Alle wetsvoorstellen, die aan de ekklèsia of volksvergadering werden voorgelegd en daar als psèphismata ("iets dat moet worden gestemd") moesten worden bevestigd, moesten een dergelijke probouleuma zijn alvorens ze mochten worden voorgelegd aan de volksvergadering. Indien men zich hier niet aan hield, kon men hiervoor worden vervolgd.
Door middel van aanvullende initiatieven kon de volksvergadering een probouleuma veranderen. Naast de probouleuma, dat meestal reeds een feitelijk wetsvoorstel hield, konden de voorstellen van Raad aan de ekklèsia ook een kwestie zijn die zonder een beslissingsvoorstel ter discussie werd gesteld.